# 結木滉星
結木 滉星（ゆうき こうせい、1994年12月10日 - ）は、日本の俳優、ファッションモデル。大分県日田市出身。スターダストプロモーション制作2部所属。弟はサッカー選手の三笘薫。

## 略歴
高校時代に事務所にスカウトされ、芸能界デビュー。2012年よりテレビドラマ、舞台など俳優として活動。
2017年、舞台『ハイパープロジェクション演劇ハイキュー!! "進化の夏"』の赤葦京治役で注目を集める。同年、映画『一礼して、キス』の遠藤章太郎役で映画初出演。
2018年、スーパー戦隊シリーズ『快盗戦隊ルパンレンジャーVS警察戦隊パトレンジャー』の朝加圭一郎 / パトレン1号役でドラマ初主演を務める。
2019年、メンズファッション誌『smart』の専属モデルとしてモデルデビュー。

## 人物
父親はNHKのテクニカルディレクター、弟はプロサッカー選手、三笘薫である。特技・趣味はサッカーとカラオケ。サッカーは小学校1年生のころから高校まで続けていた。好物はお寿司（特に海老）。『最後から二番目の恋』に出演していた中井貴一を目標の人としている。
子供のころは『救急戦隊ゴーゴーファイブ』にハマっていたという。『ルパンレンジャーVSパトレンジャー』では、叫ぶことが多い役であったことから当初は喉を不安視していたが、サッカーで大声を出していた経験からアフレコでも支障はなかったと述べている。

## 出演

### テレビドラマ
- ブラックボード～時代と戦った教師たち～ 第二夜（2012年4月6日、TBS） - 3年5組生徒 役
- イタズラなKiss～Love in TOKYO 第1話（2013年3月29日、フジテレビTWO）
- 弱くても勝てます〜青志先生とへっぽこ高校球児の野望〜（2014年4月12日 - 6月21日、日本テレビ） - 工藤公一 役
- 黒服物語 第1話（2014年10月24日、テレビ朝日）
- お兄ちゃん、ガチャ 第1話（2015年1月10日、日本テレビ）
- スーパー戦隊シリーズ （テレビ朝日）
  - 快盗戦隊ルパンレンジャーVS警察戦隊パトレンジャー（2018年2月11日 - 2019年2月10日） - 主演・朝加圭一郎 / パトレン1号 役（伊藤あさひとのW主演）[13]
  - 4週連続スペシャル スーパー戦隊最強バトル!! 第1話（2019年2月17日） - 朝加圭一郎 / パトレン1号 役[14]
- カカフカカ－こじらせ大人のシェアハウス－ （2019年4月25日 - 6月27日、毎日放送 他） - 長谷太一 役[15]
- 時効警察はじめました 第3話（2019年10月25日、テレビ朝日） - 城崎圭介 役
- あおざくら 防衛大学校物語（2019年10月31日 - 11月28日、毎日放送 他） - 原田忠 役[16]
- シロでもクロでもない世界で、パンダは笑う。 第5話・第6話（2020年2月9日・2月16日、日本テレビ） - 中延陽一 役
- 私たちはどうかしている 第1話（2020年8月12日、日本テレビ）
- 銀座黒猫物語 第6話 奈可久 編（2020年8月20日、関西テレビ 他） - 篠原悠人 役
- 危険なビーナス（2020年10月11日 - 12月13日、TBS） - 君津光 役[17]
- ミヤコが京都にやって来た!（2021年1月24日 - 2月14日、朝日放送テレビ 他） - 敦彦 役[18]
  - ミヤコが京都にやって来た!〜ふたりの夏〜（2022年10月1日 - 3日、朝日放送テレビ）[19]
- #コールドゲーム （2021年6月6日 - 7月24日、東海テレビ 他） - 木村大輝 役[20]
- SUPER RICH 第5話 - 第7話（2021年11月11日 - 11月25日、フジテレビ） - 城戸密 役[21]
- エロい彼氏が私を魅わす（2022年6月7日 - 8月9日、フジテレビ） - 明石圭吾 役[22][注 1]
- テッパチ! 第7話 - 最終話（2022年8月17日 - 9月14日、フジテレビ） - 野村晴樹 役[23]
- 5つの歌詩 (うた) EPISODE 02『マスカラまつげ』（2022年8月13日、BS10 スターチャンネル） - 中村亮輔 役
- PICU 小児集中治療室 第3話（2022年10月24日、フジテレビ） - 杉本亮平 役[24]
- 風間公親-教場0-（2023年4月10日 - 6月19日、フジテレビ） - 尾山柔 役[25]
- ゼイチョー〜『払えない』にはワケがある〜（2023年10月14日 - 12月23日、日本テレビ） - 奥林礼二 役[26]
- ダブルチート 偽りの警官 Season1（2024年4月26日 - 6月14日、テレビ東京） - 山本貫太 役[27]
  - ダブルチート 偽りの警官 Season2（2024年6月29日 - 8月17日、WOWOW） [28]
- パーセント（2024年5月11日 - 6月1日、NHK総合・NHK BSプレミアム4K） - 蘆田孝雄 役[29]
- シゴトえらび（2024年7月23日、NHK Eテレ） - 杉本晃一 役[30]
- それぞれの孤独のグルメ 第9話・第10話（2024年11月30日・12月7日、テレビ東京） - 小山祐太 役[31]
- 1995〜地下鉄サリン事件30年 救命現場の声〜（2025年3月21日、フジテレビ） - 田島浩一郎 役[32]
- 能面検事 第6話 - 最終話（2025年8月15日 - 29日〈予定〉、テレビ東京） - 緑川啓吾 役[33]

### テレビアニメ
- ぱんきす！2次元（2015年1月8日 - 6月18日、BS11） - ポコ・バードランド 役[34]

### ネットドラマ
- 僕だけが17歳の世界で（2020年2月20日 - 4月2日、AbemaTV） - 石川伊織 役[35]
- 安全なビーナス（2020年10月25日 - 12月13日、Paravi） - 君津光 役[36]
- 主夫メゾン（2021年2月26日 - 3月26日、TELASA） - 主演・神谷リク 役[37]
- エロい彼氏が私を魅わす（2021年9月18日 - 11月6日、FOD） - 明石圭吾 役[38]

### 映画
- 短編映画『13月プール』（2014年2月14日、Tokyo Visual Arts 映像展 2013 - 2014） - 主演・カズキ 役[39]
- 一礼して、キス（2017年11月11日、東急レクリエーション） - 遠藤章太郎 役[40]
- スーパー戦隊シリーズ 
  - 快盗戦隊ルパンレンジャーVS警察戦隊パトレンジャー en film（2018年8月4日、東映） - 主演・朝加圭一郎 / パトレン1号 役（伊藤あさひとのW主演）
  - 劇場版 騎士竜戦隊リュウソウジャーVSルパンレンジャーVSパトレンジャー（2020年2月8日、東映） - 朝加圭一郎 / パトレン1号 役[41]
- 下忍 赤い影（2019年10月4日、AMGエンタテインメント） - 尚 役[42]
- 下忍 青い影（2019年11月15日、AMGエンタテインメント） - 主演・尚 役[43]
- 青の生徒会 参る！season1花咲く男子たちのかげに（2020年3月27日、ジェイロック） - 森園祥平 役[44]
- 凪の島（2022年8月19日、スールキートス）- 守屋浩平 役[45]
- 消滅世界（2025年11月28日公開予定、ナカチカピクチャーズ） - 水内 役[46][47]

### 舞台
- 劇☆男
  - 第1回公演「キリトリ」（2013年3月29日 - 3月31日、千本桜ホール）
  - 第2回公演「キリトリⅡ」（2013年11月29日 - 12月1日、千本桜ホール）
  - 第5回公演「009」【ゼロゼロナイン】（2015年3月24日 - 3月29日、SPACE雑遊）
  - 第6回公演「Birth」（2015年12月16日 - 12月20日、シアターグリーン BASE THEATER） - エディ 役
  - 第7回公演「2069」(ニ ゼロ ロク キュウ）（2016年6月22日 - 6月26日、TACCS1179） - ルーク 役
  - 第8回公演「BIRTH ～joining souls～」 （2017年2月11日 - 2月13日、R'sアートコート） - 主演・逢坂瑞 役
- 恵比チリDAN
  - ぱんきす！3次元（2015年2月13日 - 2月15日、スタジオアルタ） - ユウセイ 役
  - ぱんきす!3次元～ストレンジ・カインド・オブ・ボーイ～（2015年6月26日 - 6月28日、Super Deluxe） - ユウセイ 役
  - ぱんきす!3次元～ファースト・ラスト・ギグ?～（2015年8月28日 - 8月30日、スタジオアルタ） - ユウセイ 役
  - 恵比チリDAN(仮)完全自主プロデュース舞台「MEMENTO MORI」（2016年3月5日 - 3月6日、しもきた空間リバティ） - ニノミヤシンイチ 役
  - ぱんきす!3次元 ～Rebirth＆Growth 復活、そして増殖～（2016年5月28日 - 5月29日、川崎市アートセンター アルテリオ劇場） - ユウセイ 役
  - 恵比チリDAN 第5回公演舞台「ノール」（2017年6月16日 - 6月18日、新宿シアターモリエール） - アベカオル 役
- PUPA CINEMATIC STAGE 7「FOOLISH ～偽りに秘められた愛のカタチ～」（2016年4月6日 - 4月10日、シアターグリーン BIG TREE THEATER） - 高橋修二 役
- スーパーダンガンロンパ2 THE STAGE ～さよなら絶望学園～2017 （2017年3月16日 - 3月26日、東京・Zeppブルーシアター六本木 / 3月30日 - 4月2日、大阪・森ノ宮ピロティホール） - 神座出流（カムクライズル） 役[48]
- ハイパープロジェクション演劇ハイキュー!! "進化の夏" （2017年9月8日 - 10月29日、東京・TOKYO DOME CITY HALL / 大阪・メルパルクホール / 兵庫・あましんアルカイックホール / 宮城・多賀城市民会館 大ホール / 福岡・久留米シティプラザ ザ・グランドホール / 東京凱旋・TOKYO DOME CITY HALL） - 赤葦京治 役
- 里見八犬伝（2019年10月14日 - 12月8日、館山・千葉県南総文化ホール 大ホール[49] / 東京・なかのZERO 大ホール / 大阪・梅田芸術劇場メインホール / 福岡・福岡サンパレス / 愛知・名古屋文理大学文化フォーラム / 東京凱旋・明治座） - 犬飼現八 役
- 朗読劇「バケノカワ～僕が君を守るから」（2020年2月15日 - 2月16日、名古屋・万松寺 白龍ホール） - 主演・僕（霧島刹那 21） 役
- 舞台 あおざくら 防衛大学校物語（2020年4月9日 - 4月13日、東京・三越劇場 / 4月17日 - 4月19日、大阪・COOL JAPAN PARK OSAKA WWホール） - 原田忠 役[50]
  - 2020年4月以降順次公演予定[51]だったが、新型コロナウイルス感染拡大を受けて、全公演開催自粛となった[52]。
- エゴ・サーチ（2022年4月10日 - 4月24日、東京・紀伊國屋ホール / 4月30日 - 5月1日、大阪・サンケイホールブリーゼ） - 広瀬隆生 役[53]

### バラエティ
- 痛快 TV スカッとジャパン　(フジテレビ)
  - 胸キュンスカッと「笑う門には恋来たる」 - 北町雅樹 役（2017年4月10日）
  - 嘘のようなホントの話スカッと「人生が変わった最悪の1日」 - 藤崎翔馬 役（2019年6月3日）

### ドキュメンタリー
- 夢があるから強くなる～全日本U-12サッカーの舞台裏～（2020年1月25日、BS日テレ） - ナビゲーター、ナレーション

### オリジナルビデオ
- 怖譚 -コワタン-「異界からの招待状」（2013年8月2日、SDP）
- ルパンレンジャーVSパトレンジャーVSキュウレンジャー（2019年8月21日、東映ビデオ） - 主演・朝加圭一郎 / パトレン1号 役（伊藤あさひとのW主演）

### ゲーム・玩具
- スーパー戦隊シリーズ
  - スーパー戦隊データカードダス 快盗戦隊ルパンレンジャーVS警察戦隊パトレンジャー（2018年2月、アーケード） - 朝加圭一郎 / パトレン1号 役
  - なりキッズパーク 快盗戦隊ルパンレンジャーVS警察戦隊パトレンジャー（2018年11月21日、Nintendo Switch） - 朝加圭一郎 / パトレン1号 役
  - 快盗戦隊ルパンレンジャーVS警察戦隊パトレンジャー -VS MEMORIAL SET-（2020年5月、バンダイ） - 朝加圭一郎 / パトレン1号 役

### 雑誌
- 『アイ ラブ 東京ディズニーリゾート 2013』（2012年11月13日、講談社） - モデル
- 『smart』（2019年11月号 - 、宝島社） - 専属モデル[54]
- 『and GIRL』（2020年10月号、エムオン・エンタテインメント） - ゲストモデル
- 『NYLON JAPAN』（2022年8月号、カエルム） - モデル

### CM
- Benesse 進研ゼミ高校講座
  - 「'10 走れ。男子篇」（2011年）
  - 「攻!夏 男子篇」（2011年）
- JR東京西駅ビル開発 CELEO(駅ビル)「My home town CELEO」（2013年）
- 九州通信ネットワーク「BBIQ」（2014年）
- マース インコーポレイテッド「スニッカーズ」第4弾「ボウリング」篇（2014年）
- ユニバーサル・スタジオ・ジャパン「バイオハザード・ザ・エスケープ2」（2015年）
- 富士ゼロックス ドキュメントコミュニケーションサービス 教育篇（2016年）
- クラッシュ・ロワイヤル TVCM ミュージックビデオシリーズ 『ハマった2人』篇（2017年）
- アサヒ飲料「カルピスウォーター」
  - 『春のドキドキ』編（2020年）[55]
  - 『夏のドキドキ』編（2020年）[56]
- JA共済連 事業紹介「絆が、備えになる（春）」篇（2020年）[57]
- ケイアイスター不動産 - 敬愛星 役[58]
  - 「面接」篇（2021年）
  - 「生い立ち」篇（2021年）
  - 「初めての成約」篇（2021年）
- ダイハツ工業「タフト」- 主人公 役、ナレーション[59]
  - 「きっといい風」篇（2021年）
  - 「ココロ羽ばたく」篇（2021年）
- 日鉄興和不動産 リビオ 「在宅ワークあるある」篇（2022年）
- ・アサヒビール 「SHARE SUPER DRY」 （2023年11月～2024年3月）

### PV
- みゆはん MV[60]
  - 「綺麗になったよ」 - YouTube（2020年）
  - 「一年半の僕ら」 - YouTube（2020年）
- SPiCYSOL MV[61]
  - 「ONLY ONE」 - YouTube（2021年）
- マルシィ MV[62]
  - 「ピリオド」 - YouTube（2022年）
- back number MV
  - 「ベルベットの詩」 - YouTube（2023年）

### その他
- JFA 第43回 全日本 U-12 サッカー選手権大会 - 応援サポーター

## 作品

### 写真集
- 『滉星』（2018年9月14日、東京ニュース通信社）ISBN 978-4-86336-805-7

### 参加楽曲
- 「ぱんきす!」ソングコレクション （2015年5月27日、TKCA-74224）
- 快盗戦隊ルパンレンジャーVS警察戦隊パトレンジャー VSキャラクターソングアルバム（2018年12月26日、COCX-40604）
  - パトレン1号 / 朝加圭一郎（結木滉星）「Keepin' Faith」